# Dorf Mecklenburg
Dorf Mecklenburg település Németországban, Mecklenburg-Elő-Pomeránia tartományban. Lakosainak száma 3294 fő (2023. december 31.).

## Népesség
A település népességének változása:
| Lakosok száma | 3097 | 3090 | 3090 | 3273 | 3346 | 3294 |
|               | 2017 | 2018 | 2019 | 2021 | 2022 | 2023 |